# ناتئ وداجي
الناتئ الوداجي  (بالإنجليزية: Jugular process)‏ هو لوح عظمي رباعي الأضلاع أو مثلث الشكل يقع في الجزء الجانبي (الوحشي) من العظم القذالي، ويمتد من النصف الخلفي من اللقمة إلى الاتجاه الجانبي الوحشي. وهو محفور مقابل الثلمة الوداجية (بالإنجليزية: jugular notch)‏ ليشكلا معا من خلال تمفصل الجمجمة، الجزء الخلفي من الثقبة الوداجية (بالإنجليزية: jugular foramen)‏.

## الوظيفة
وظيفة الناتئ الوداجي هي أنها مغرز «للعضلة المستقيمة الرأسية الوحشية» (بالإنجليزية: Rectus capitis lateralis muscle)‏.

## وصلات خارجية
- "Anatomy diagram: 34257.000-2". Roche Lexicon - illustrated navigator. Elsevier. مؤرشف من الأصل في 2014-01-01.

## صور إضافية
- السطح العلوي لقاعدة الجمجمة. موضع الناتئ الوداجي مبين باللون الأحمر (العظم الجداري مرفوع من الصورة لبيان موضع الناتئ الوداجي).
- العظم القذالي مبين باللون الأحمر.
- السطح الخارجي للعظم القذالي. الناتئ الوداجي مبين في أسفل يسار الرسم.
- السطح العلوي لقاعدة الجمجمة. الناتئ الوداجي ليس موسوما في هذا الرسم ولكن العظم القذالي مبين باللون الأزرق في أسفل الرسم، والناتئ الوداجي في أعلى يمين العظم القذالي).
- العضلات الفقارية الأمامية.